# 今井美亜

今井 美亜（いまい みあ、1990年8月14日 - ）は、富山県出身のボートレーサー。登録第4611号。血液型AB型。106期。福井支部所属。同期に岩瀬裕亮、葛原大陽、坂井田晃らがいる。富山県立水橋高等学校卒業。

## 来歴
- やまと競艇学校時代、リーグ戦勝率5.18（準優出5　優出2）の成績を残した。
- 2010年5月20日、三国競艇場でデビュー（6着）。
- 2010年12月19日、三国競艇場での「第14回三国競艇大賞 男女W優勝戦」最終日8Rで初勝利（68走目）。
- 2012年5月21日、大村競艇場での「第9回　夢の初優勝W決定戦」で初優出（6着）[2]。
- 2014年2月23日、尼崎競艇場において開催された「G3・女子リーグ第11戦（現在のオールレディース競走）」において初優勝。
- 2014年8月9日、三国競艇場において開催された第28回女子王座決定戦の準優12Rで1コースからコンマ01のフライングを犯す。
- 2015年1月12日、宮島競艇場において開催された「男女W優勝戦テレボートカップ・JLC杯」で2回目の優勝。
- 2016年1月11日、平和島競艇場において開催された「第1回 ファン感謝3days ボートレースバトルトーナメント」で3回目の優勝[3]。
- 2018年2月4日、三国競艇場において開催された「G3オールレディース」の優勝戦で3コースからコンマ01のフライングを犯す。このフライングにより、4月21日から半年間女子戦（賞金女王決定戦とレディースCCは対象外）の斡旋除外となってしまい、規定によりオールレディース・ヴィーナスシリーズ・そして女子王座決定戦には出場できない。従って、桐生競艇場において7月31日から開催される第32回女子王座決定戦の出場資格も失っている（ただし、3月6日から琵琶湖競艇場において開催される第2回レディースオールスターはフライング休みと被らないために出走は可能）。
- 2019年12月31日、徳山競艇場において開催された第8回クイーンズクライマックスの優勝戦において、3コースからまくり差しを決めて優勝、G1初優勝となった[4]。